# Batalla de Atenas (199 a. C.)
La batalla de Atenas tuvo lugar en las afueras de Atenas en el año 199 a. C., entre las  fuerzas de la ciudad, y el ejército macedonio, bajo el mando de Filipo V.
En el año 199 a. C. Filipo V a la cabeza de 5000 soldados de infantería y 300 de caballería partió de Beocia, con dirección hacia Atenas. El ejército macedonio fue visto acercándose por los atenienses desde la Acrópolis, quienes advirtieron a los residentes de la ciudad. Cuando a la mañana siguiente llegó el ejército de Filipo a las afueras de la ciudad, se encontró con unos defensores bien preparados en los muros. Después de un breve descanso, los macedonios comenzaron a atacar a los defensores rompiendo la formación, que ocurrió en la sección noroeste de las puertas de la ciudad. Después de una lucha violenta, en la que el rey tomó parte, los atenienses mantuvieron sus posiciones en la puerta. Cuando Filipo se retiró a un lugar seguro, los atenienses cerraron la puerta una vez más, y se escondieron detrás de los muros. En represalia por este fracaso, Filipo ordenó incendiar los edificios en las afueras de Atenas, entre ellos estaba el templo de Heracles. Pronto, los defensores de Atenas recibieron el apoyo de tropas auxiliares de Pérgamo y Roma, produciéndose la retirada macedonia al Peloponeso.